# Racopilum aristatum
Racopilum aristatum är en bladmossart som beskrevs av Mitten 1864. Racopilum aristatum ingår i släktet Racopilum och familjen Racopilaceae. Inga underarter finns listade i Catalogue of Life.